# コウモリソウ属

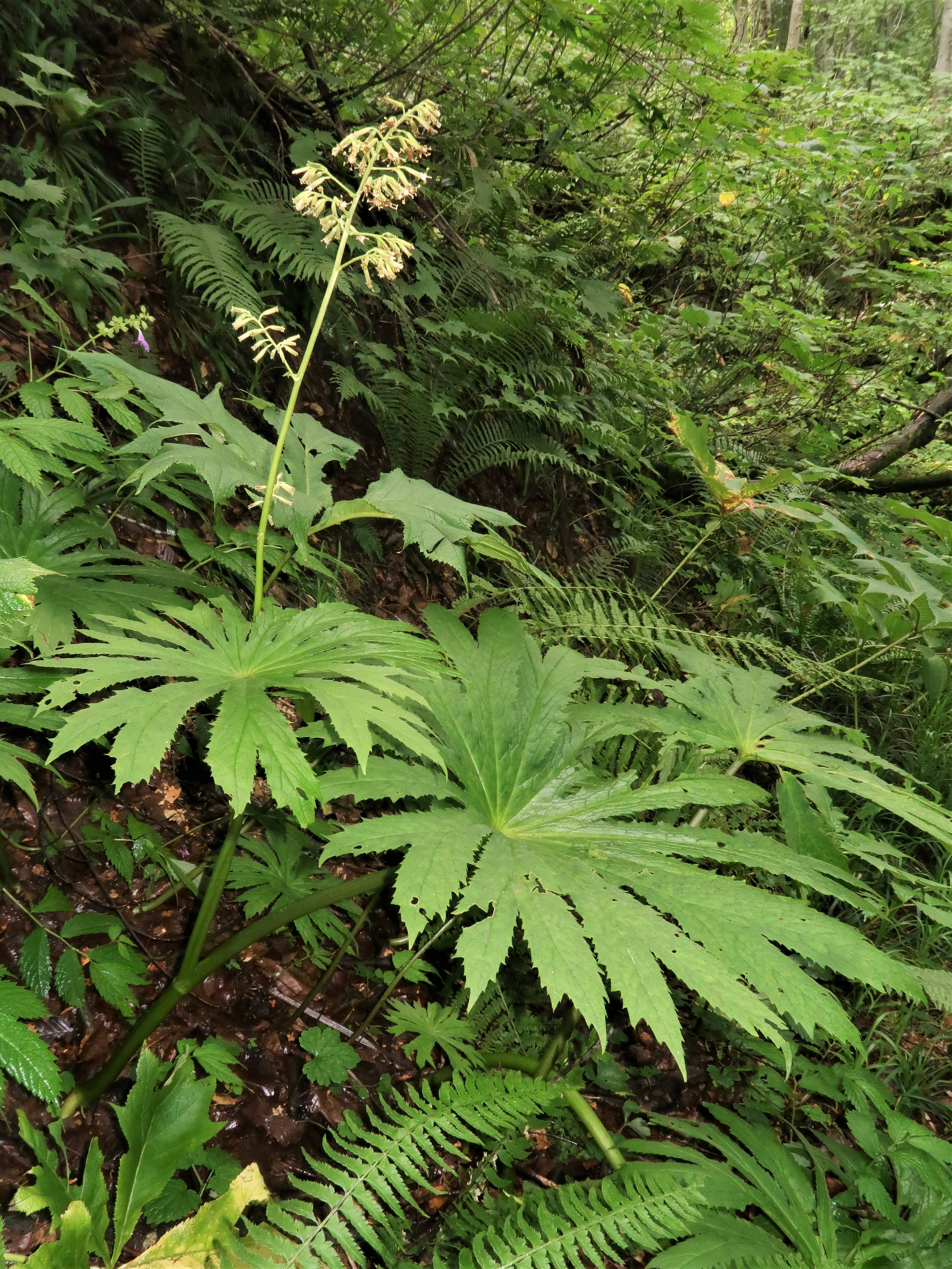
タイミンガサ、福井県勝山市

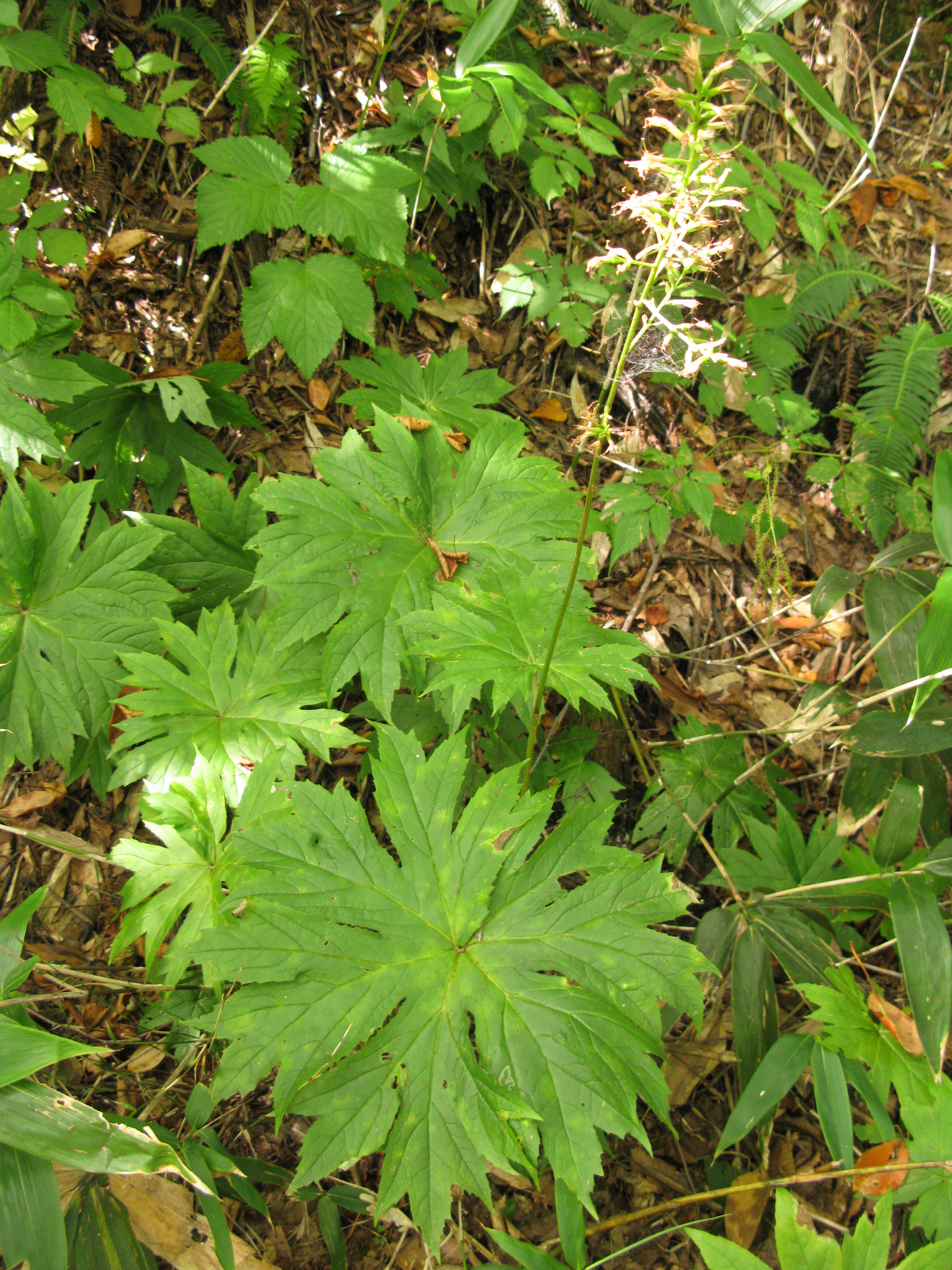
ヤマタイミンガサ、福島県会津地方

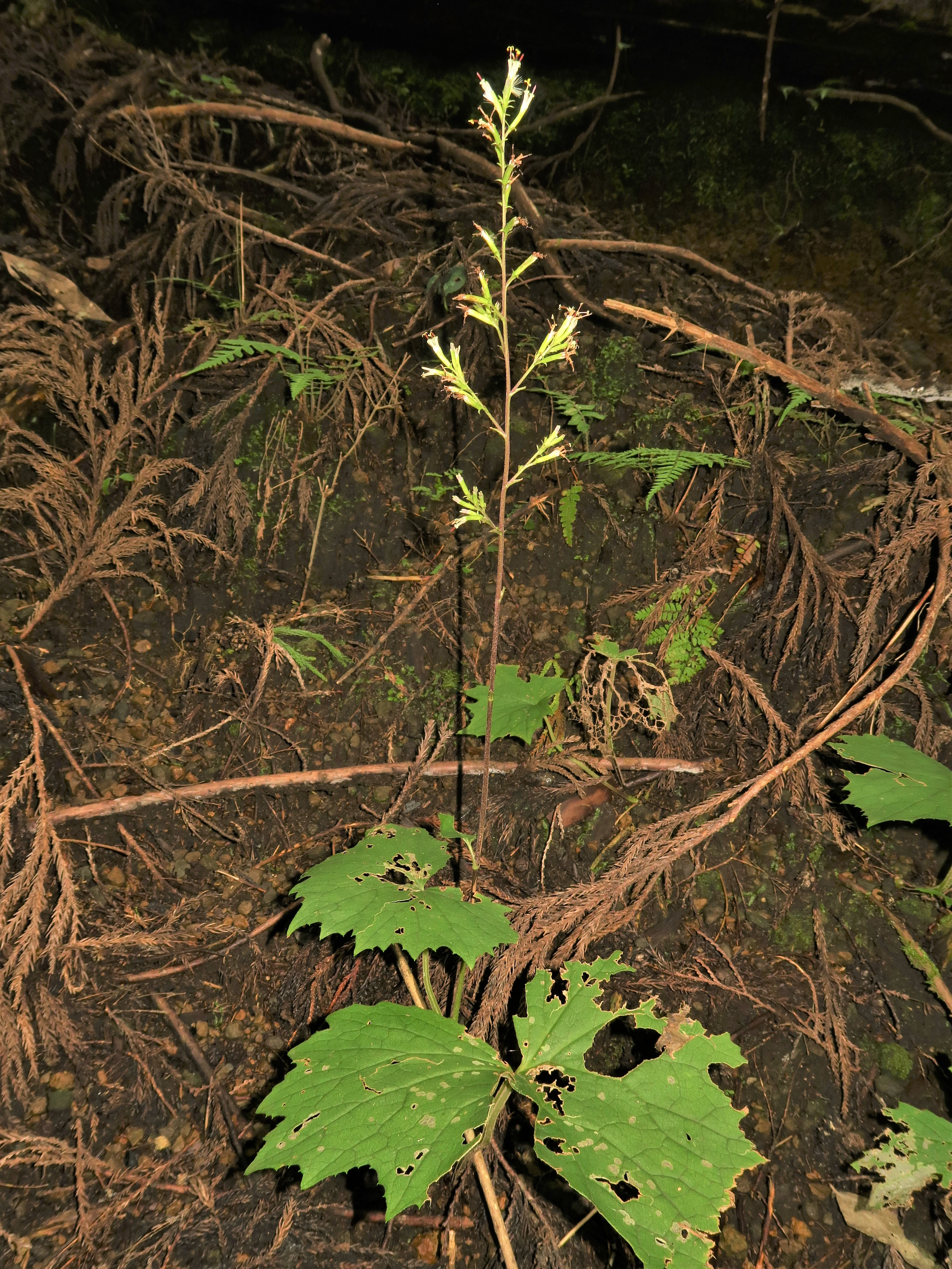
イズカニコウモリ、静岡県伊豆半島

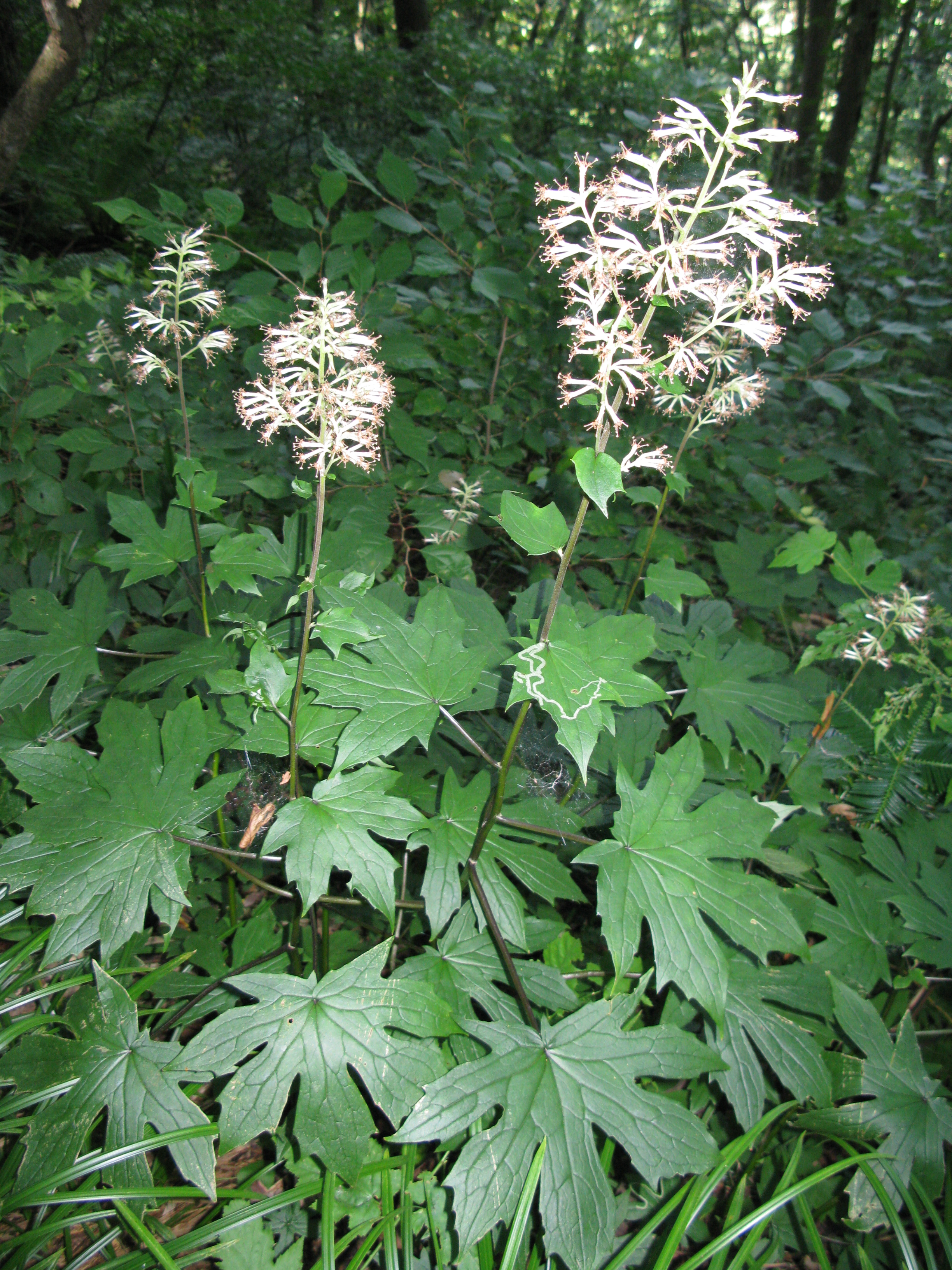
モミジガサ、福島県会津地方

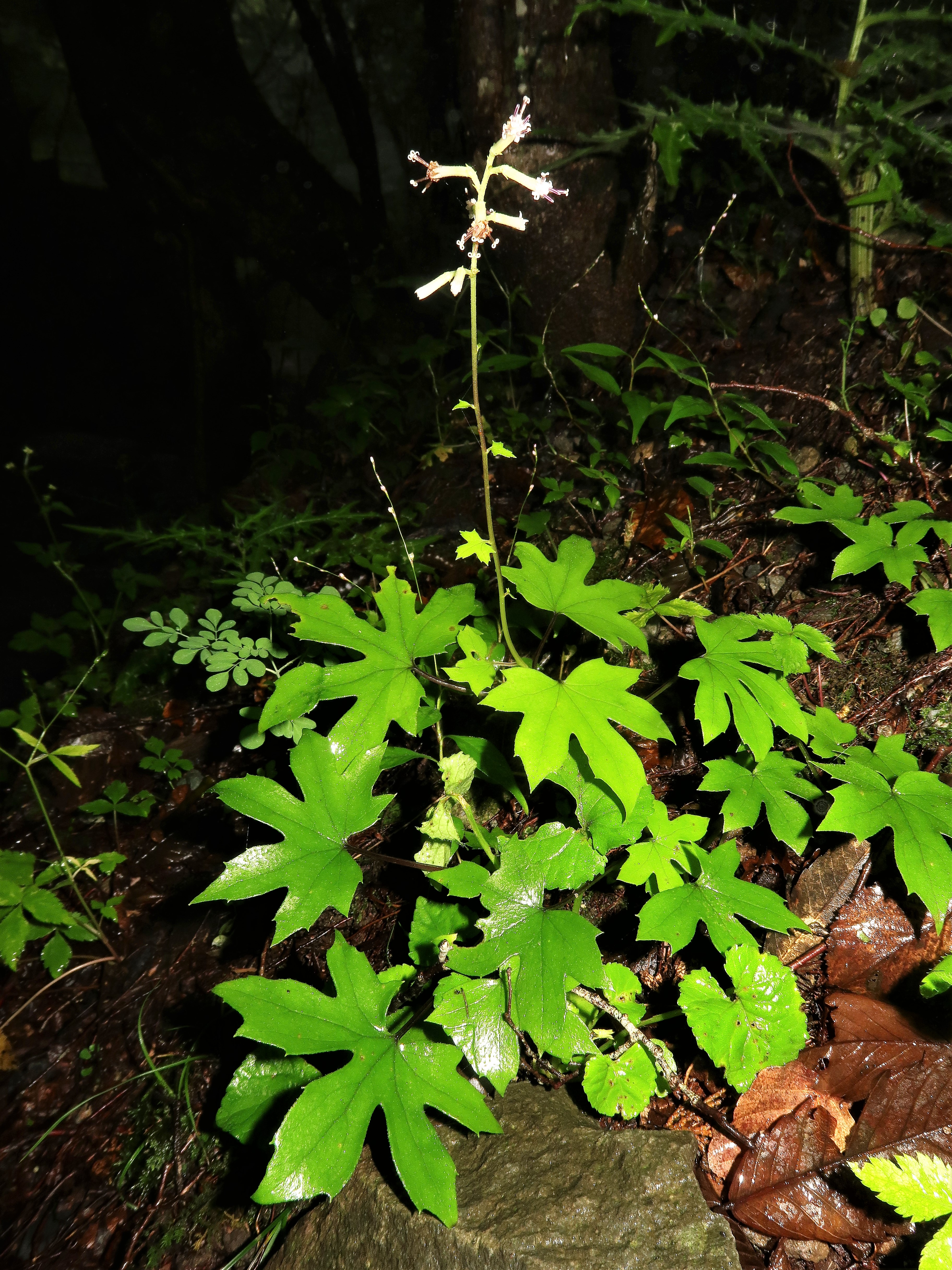
テバコモミジガサ、静岡県伊豆半島

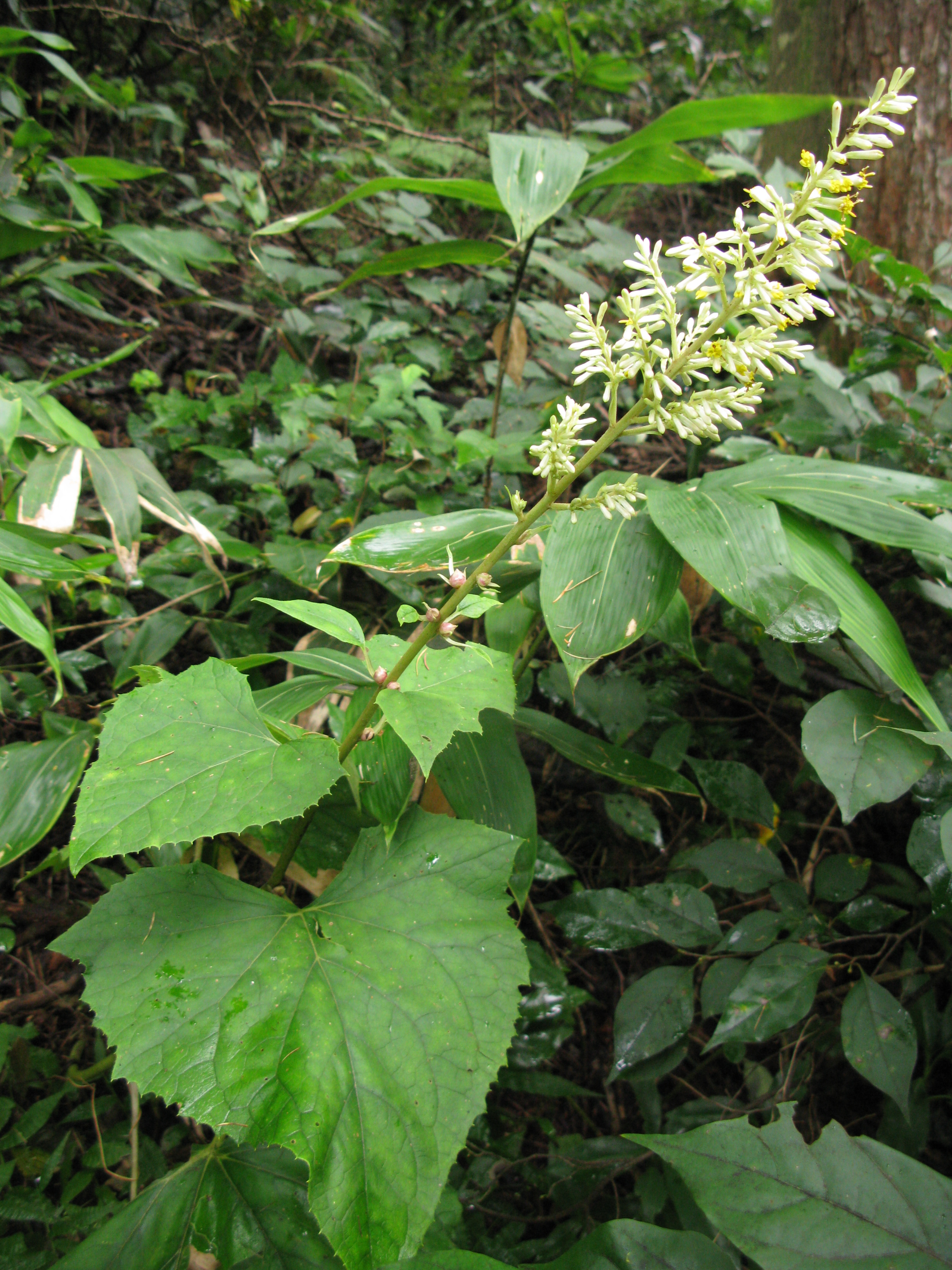
タマブキ、福島県会津地方

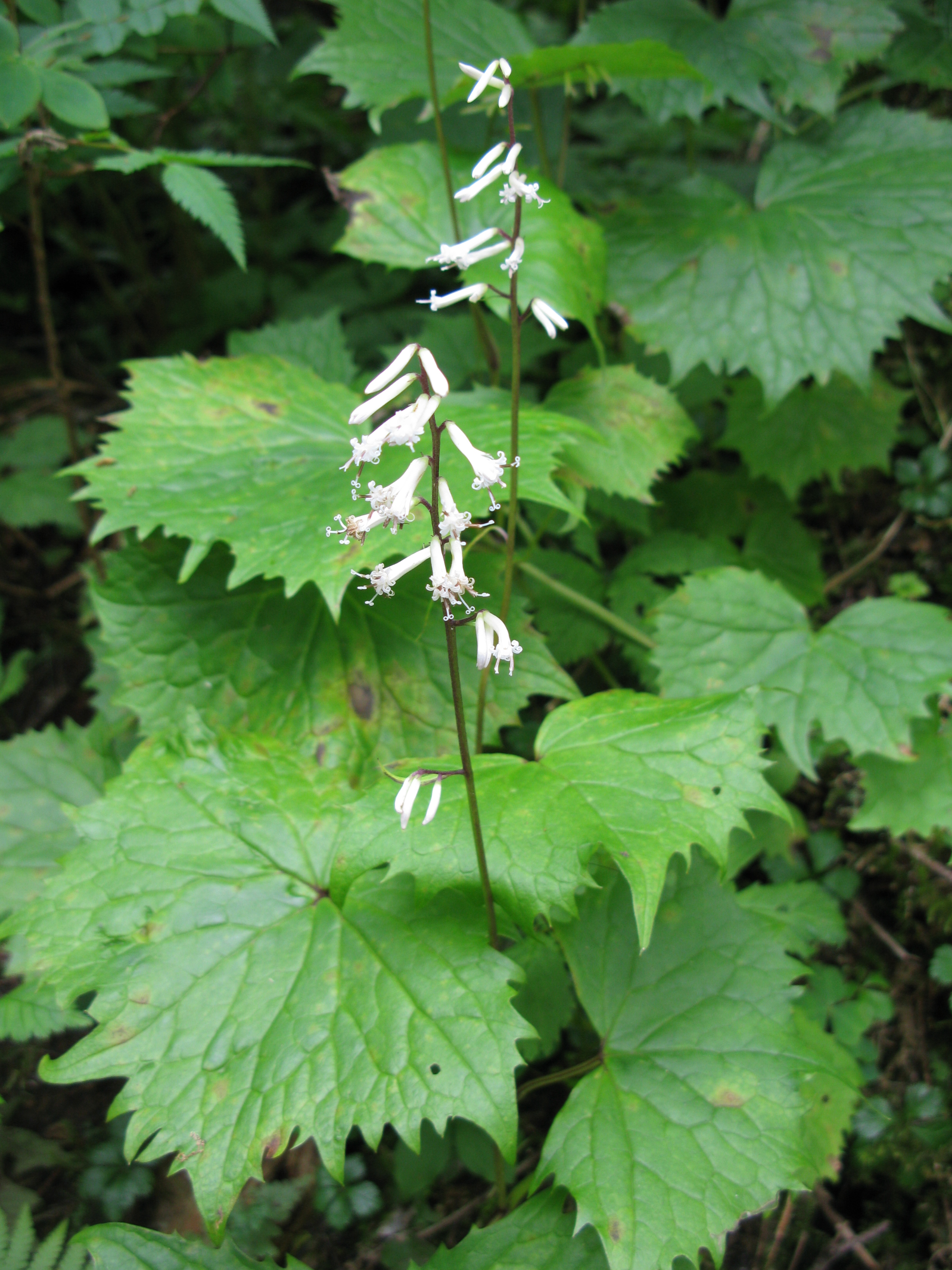
カニコウモリ、山形県西吾妻山

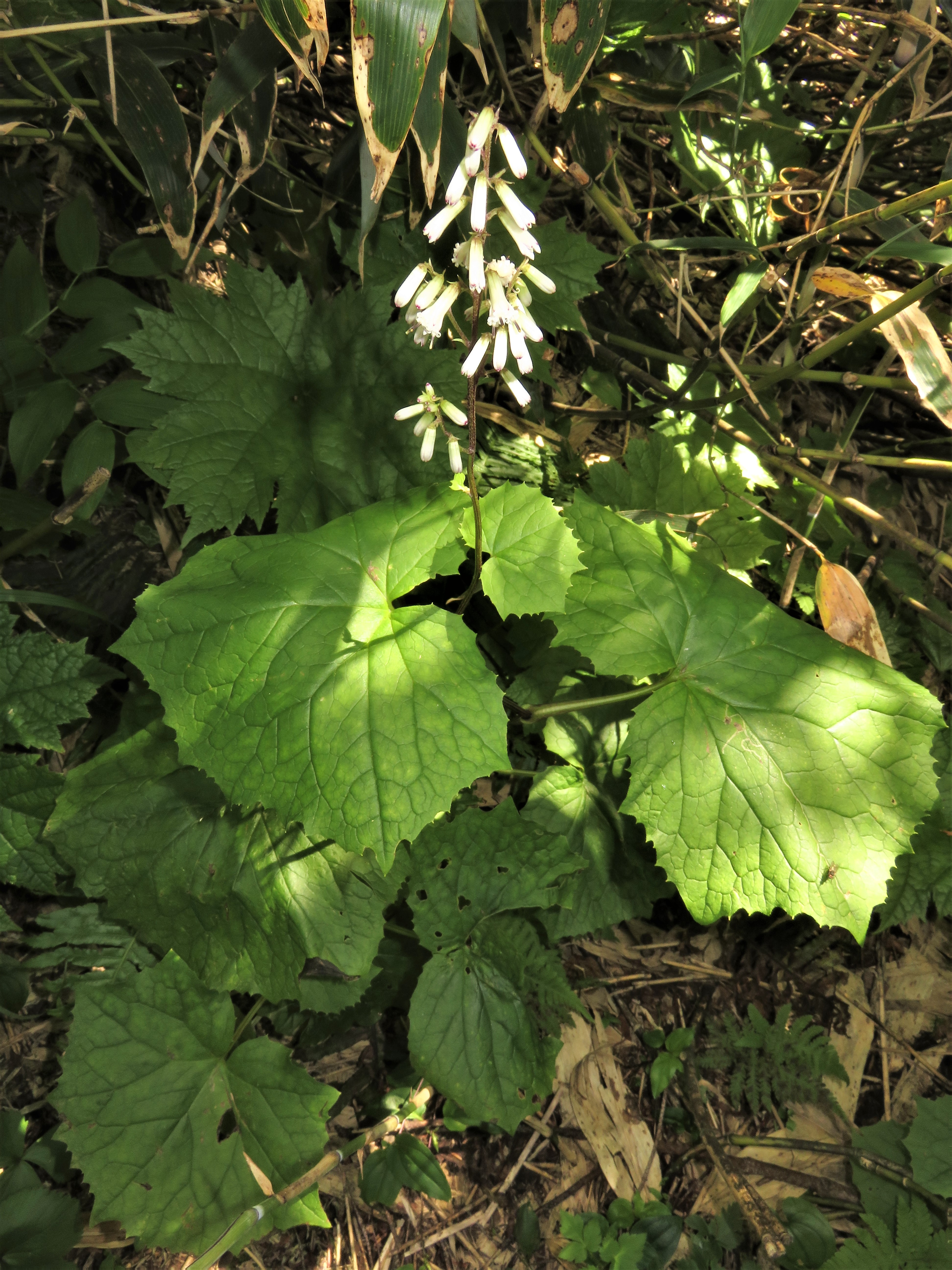
ミミコウモリ、青森県八甲田山

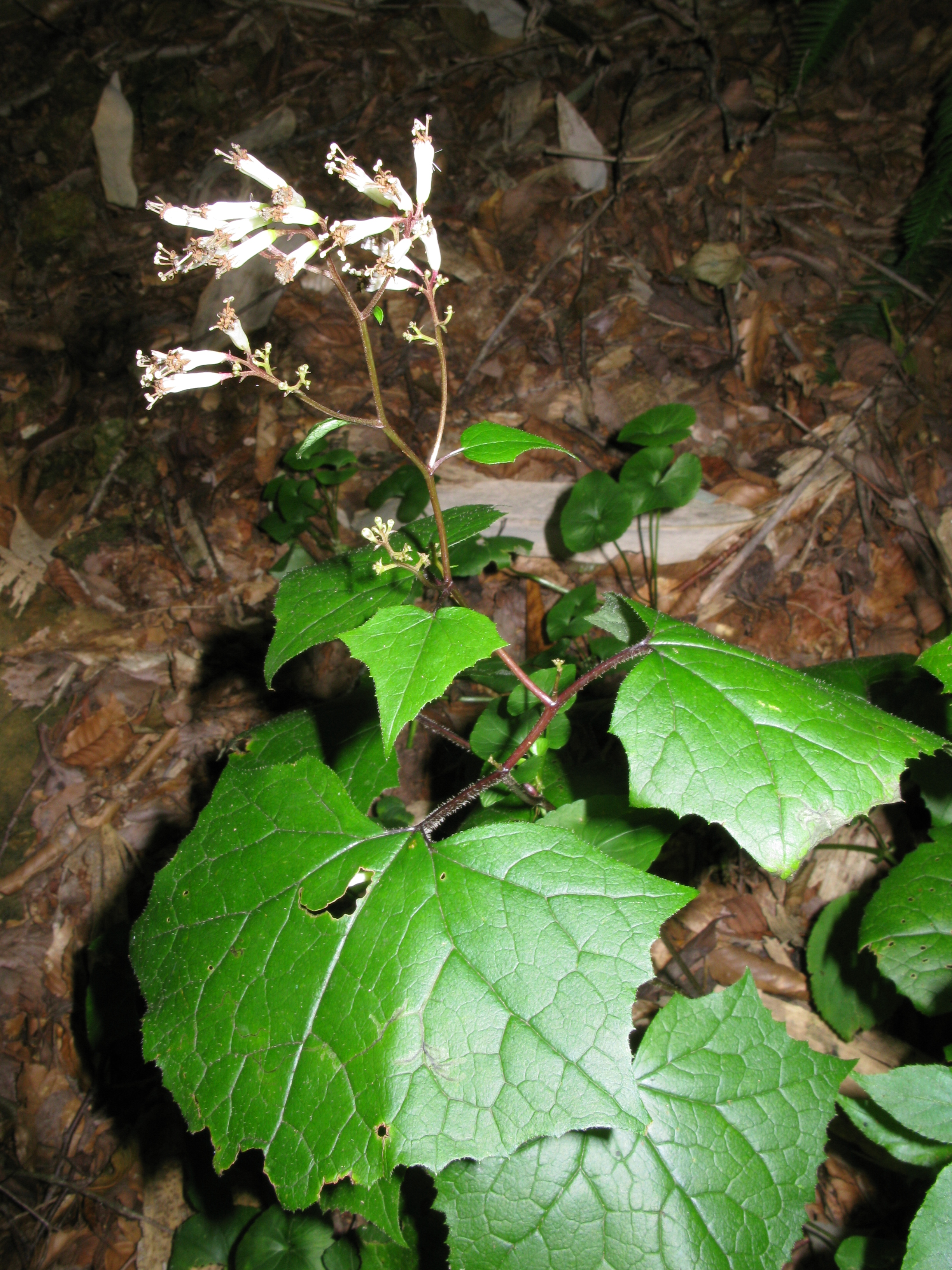
オオカニコウモリ、福島県中通り地方

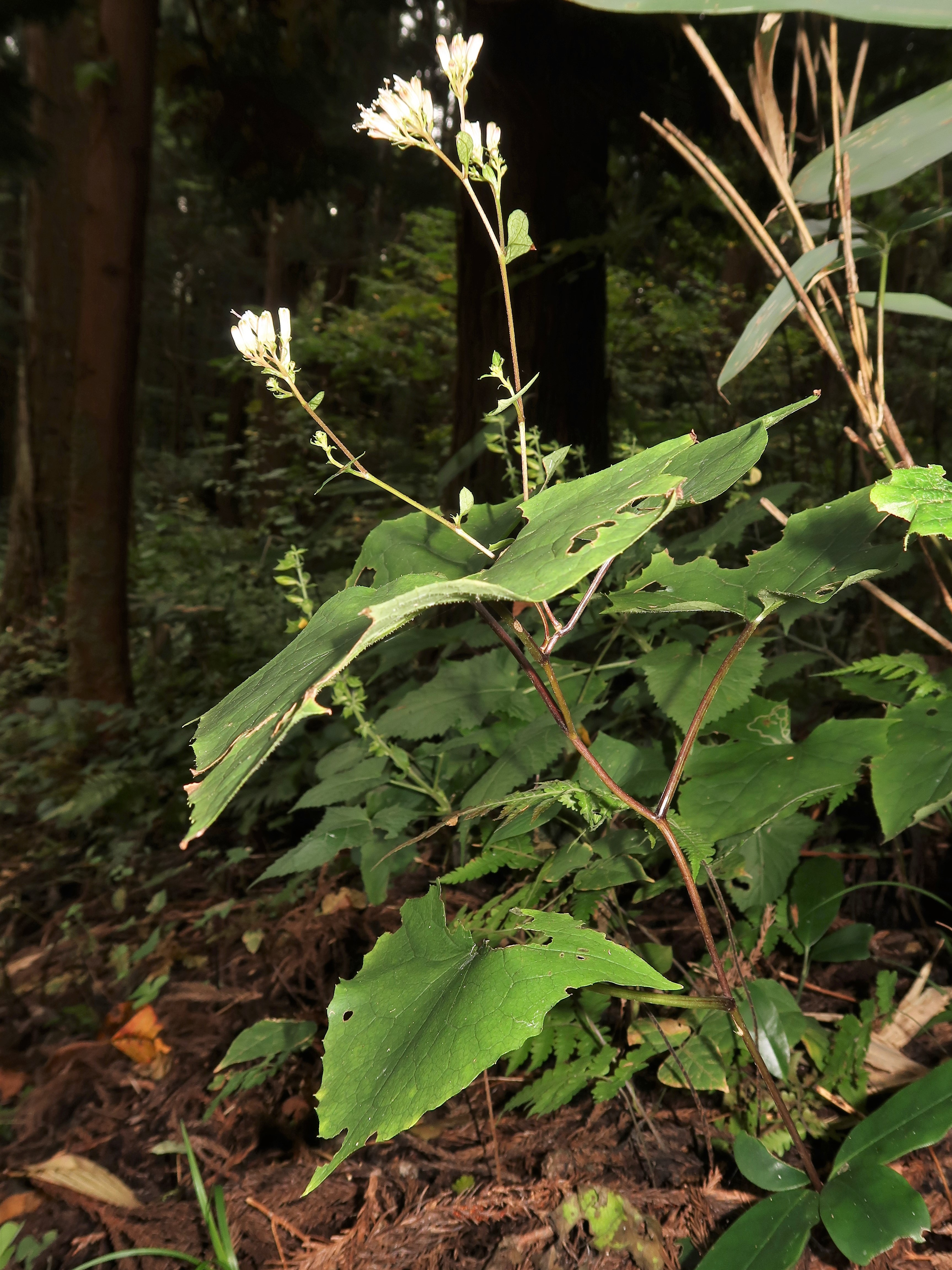
ショウナイオオカニコウモリ、山形県鶴岡市

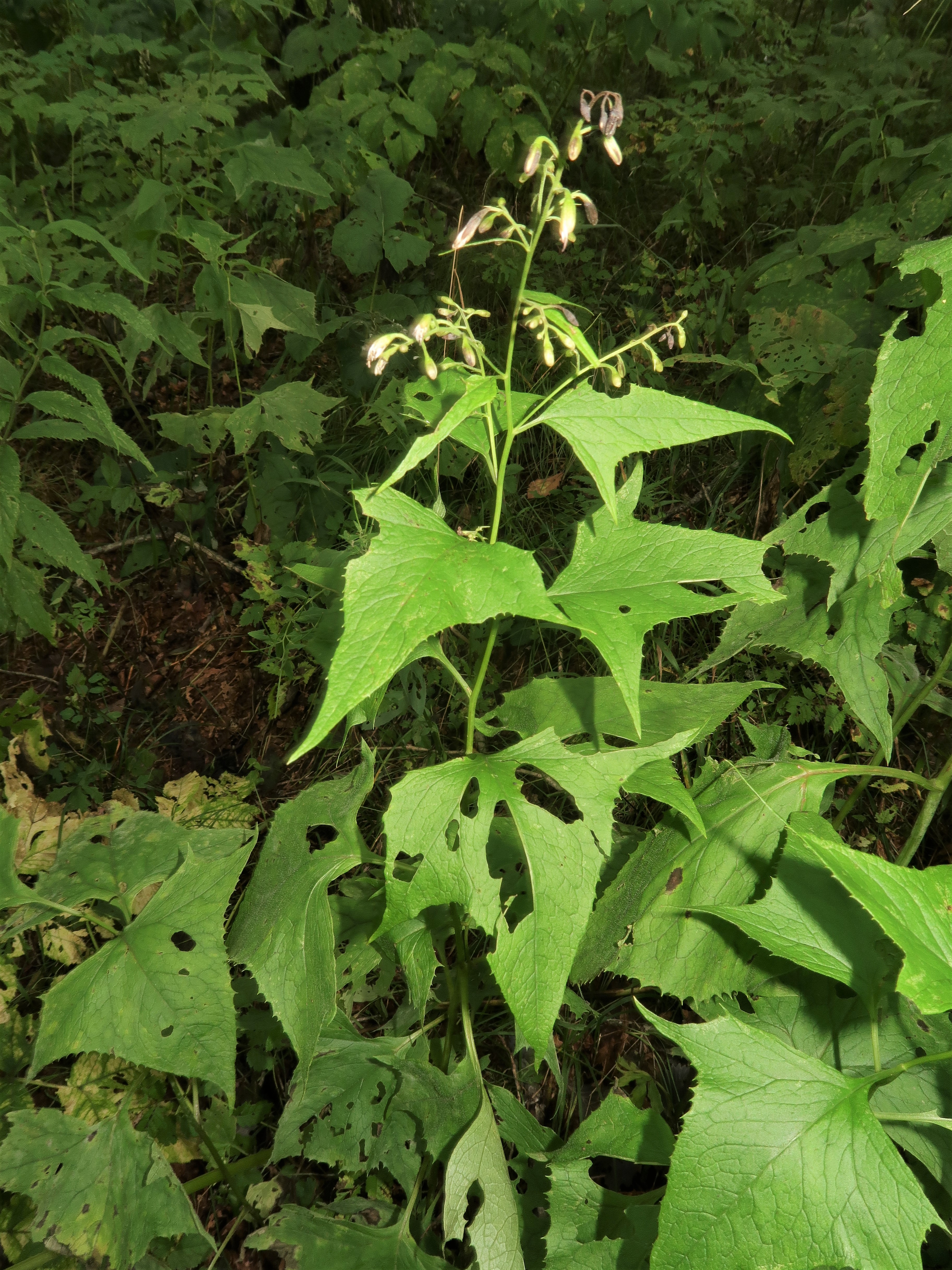
コウモリソウ、長野県諏訪地域

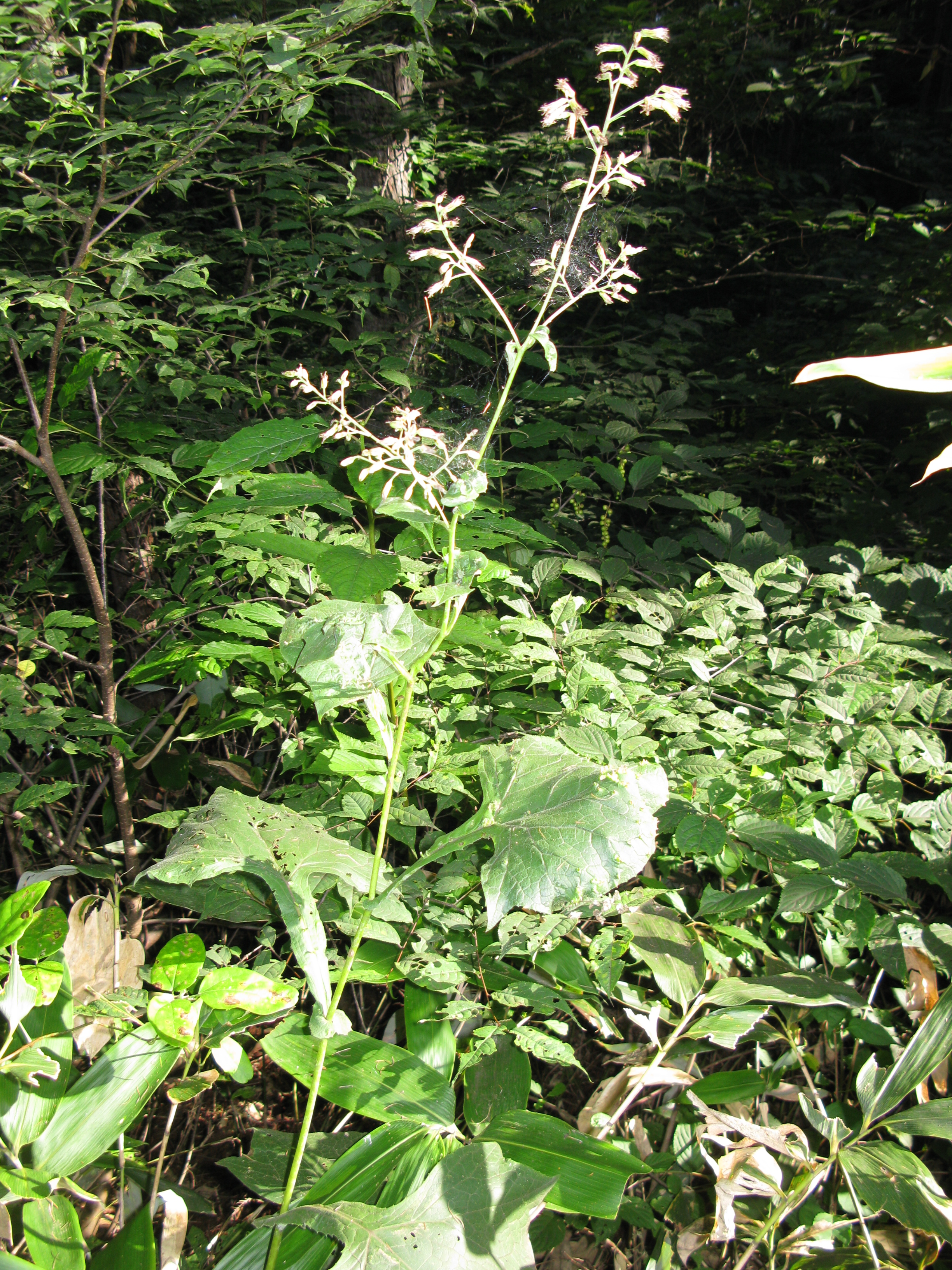
イヌドウナ、福島県会津地方

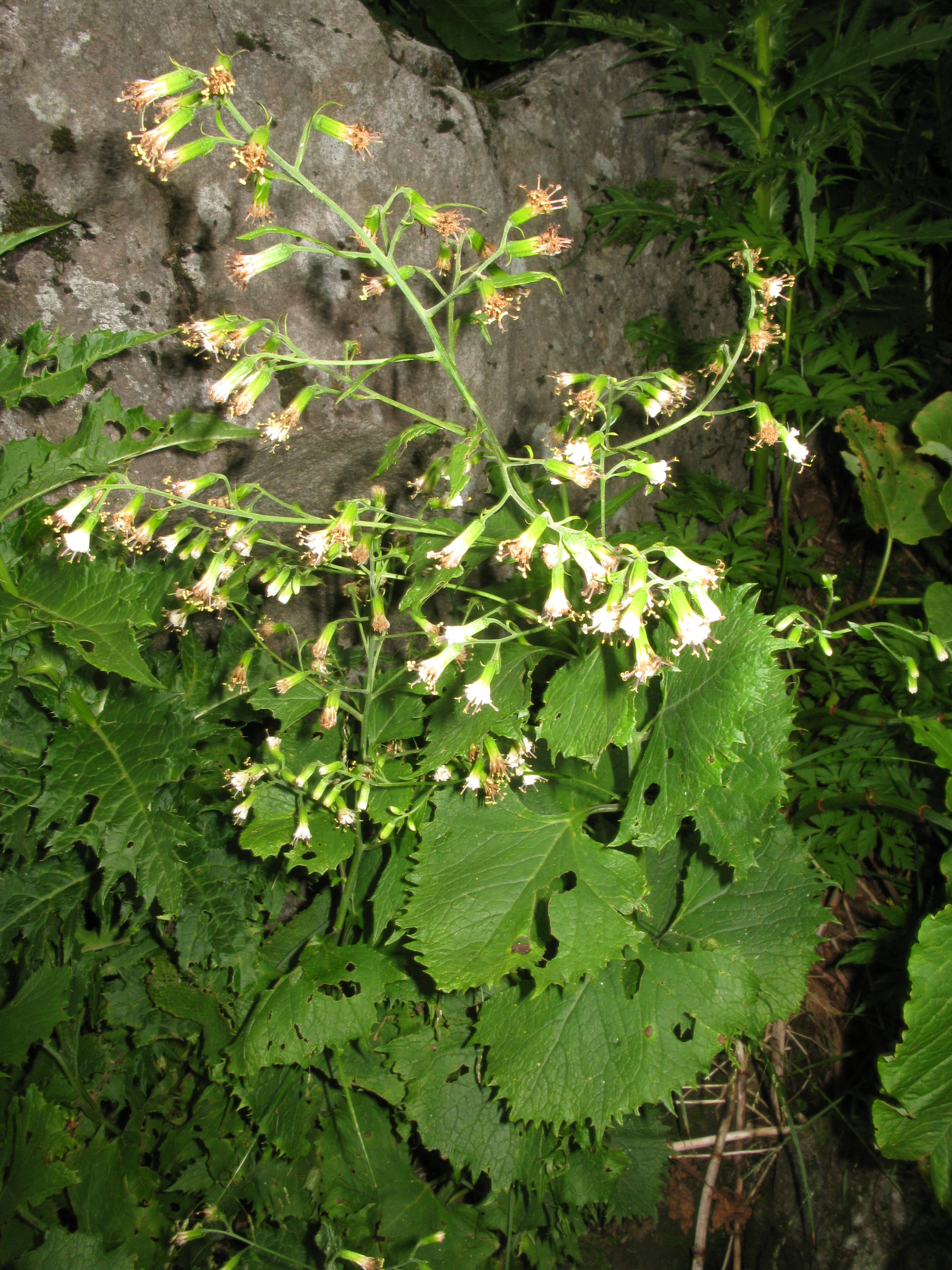
コバナノコウモリソウ、山形県鳥海山麓

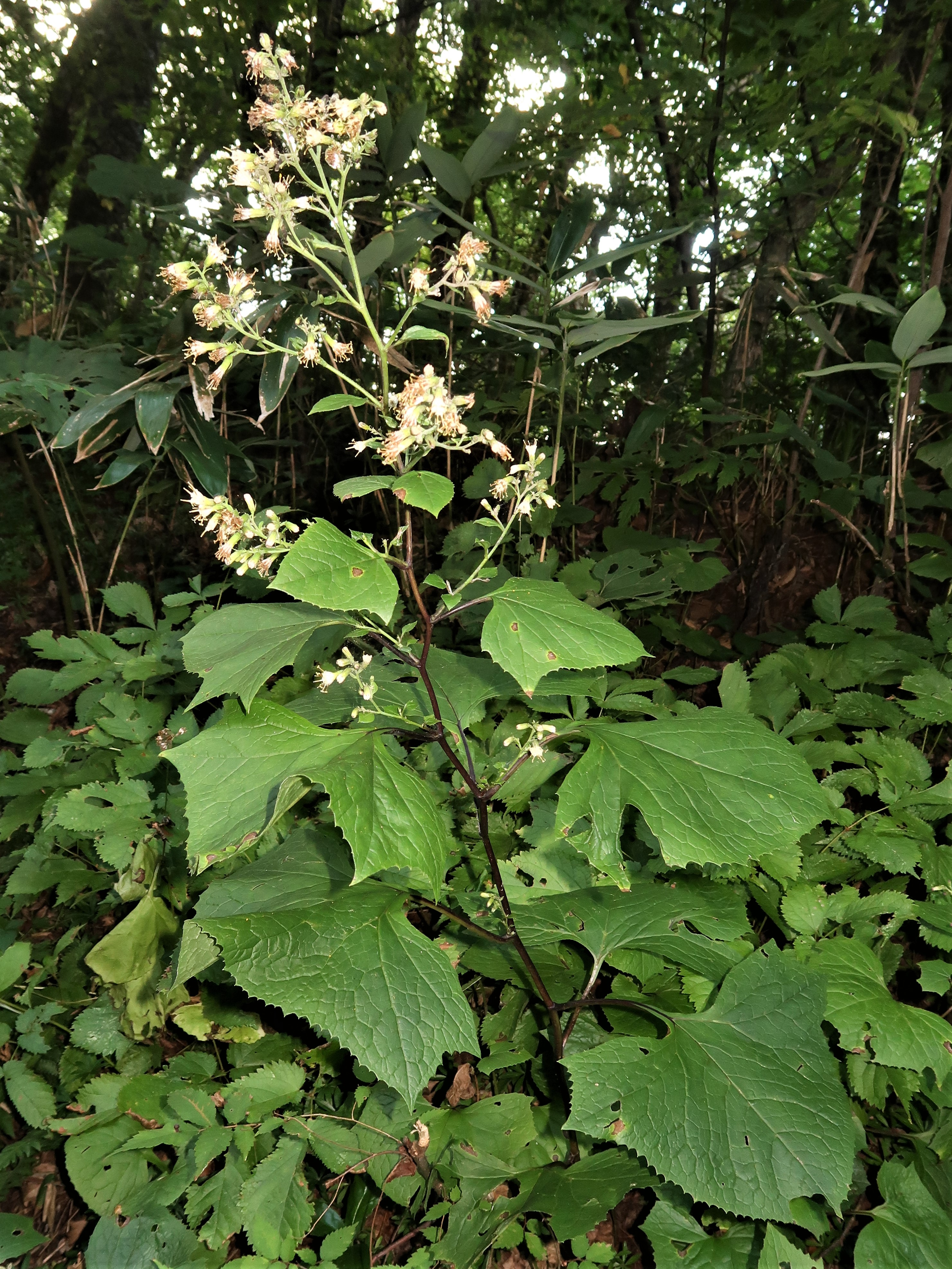
ツガルコウモリ、青森県深浦町十二湖

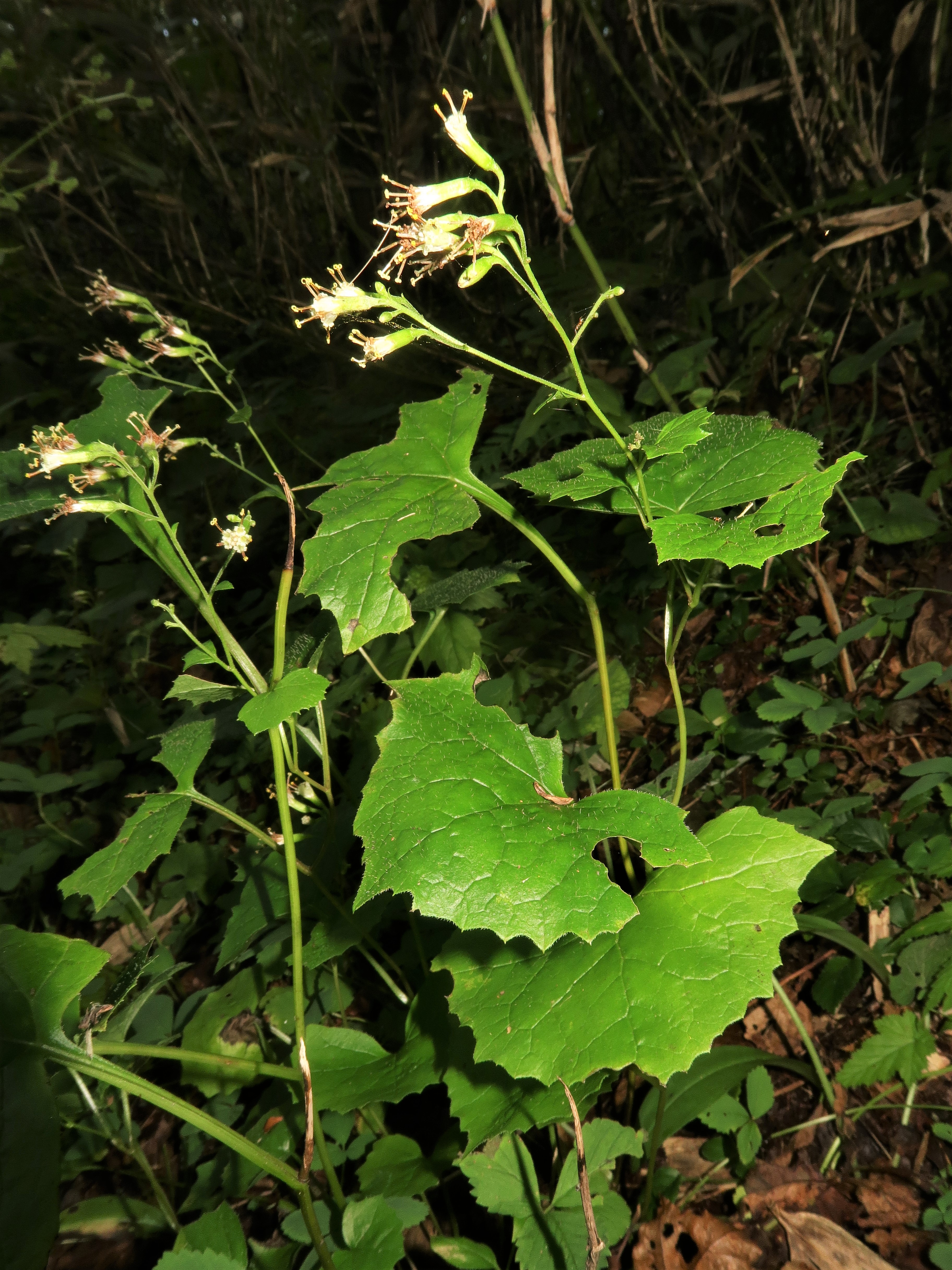
オガコウモリ、秋田県男鹿市

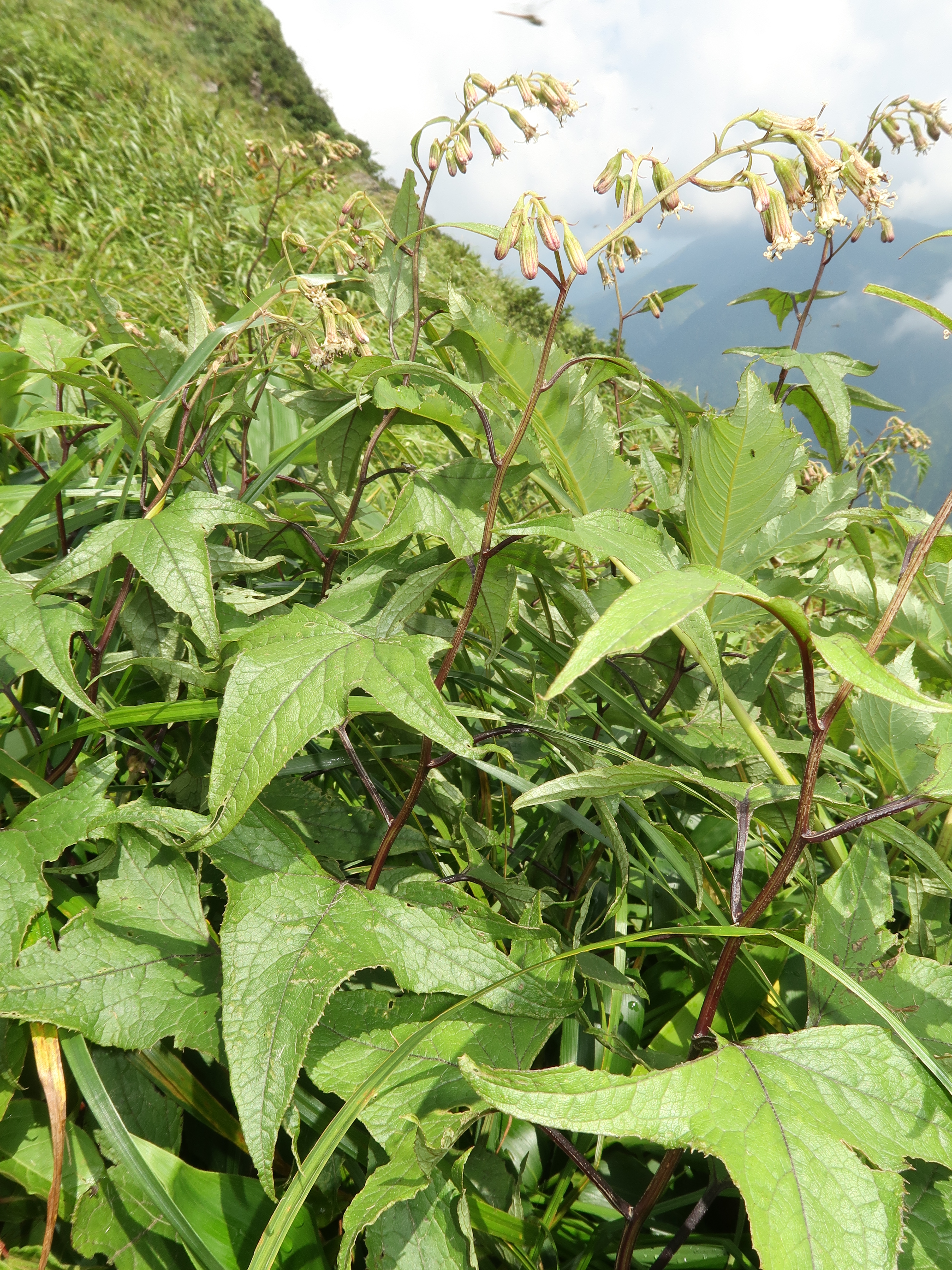
ニッコウコウモリ、群馬県谷川岳

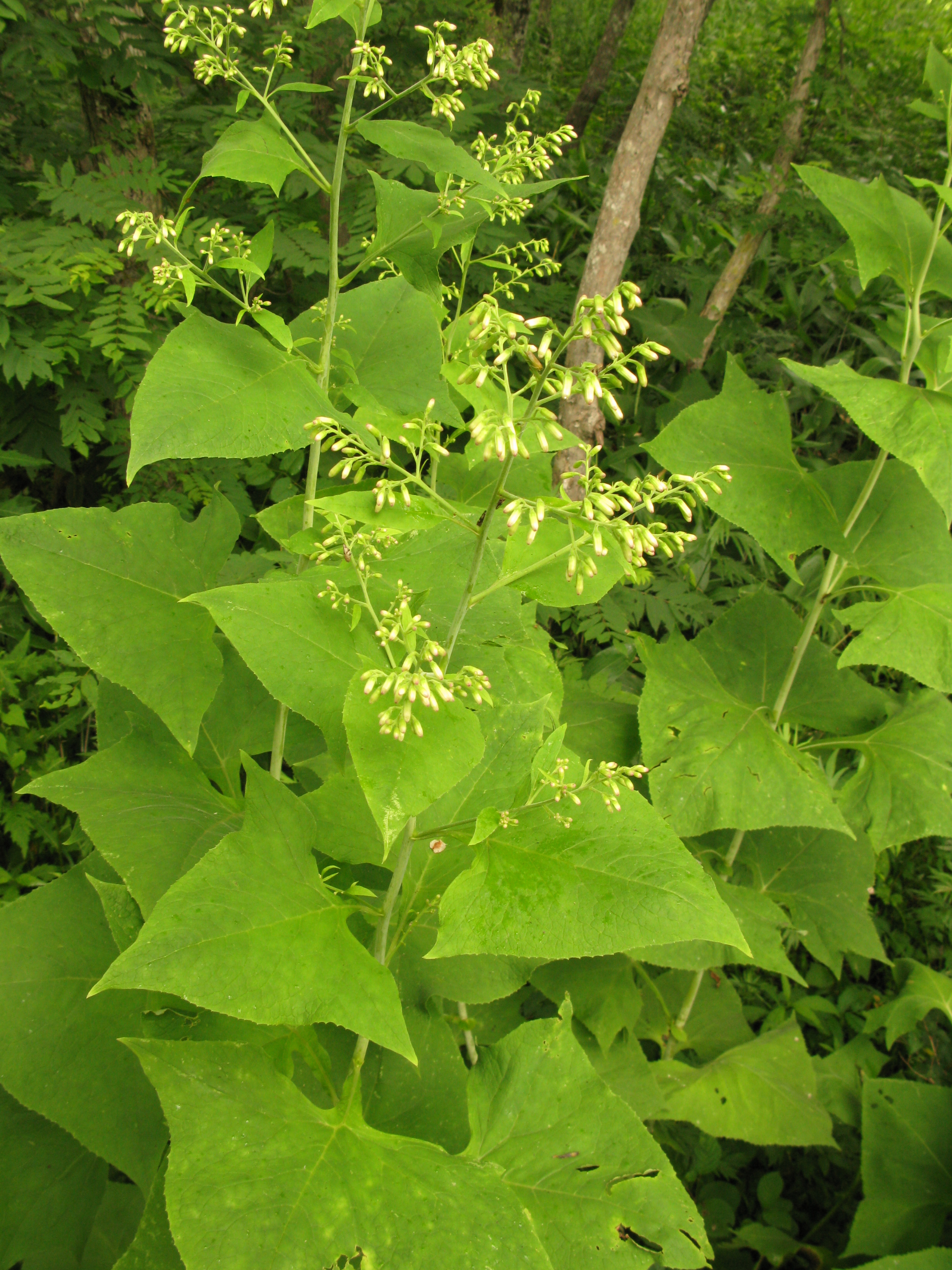
オオバコウモリ、尾瀬ヶ原

コウモリソウ属（コウモリソウぞく、学名：Parasenecio）はキク科の属の1つ。

## 特徴
多年草。地下茎はふつう短く直立、斜上または縦走する。なかには地下茎が数珠状に横走して各節から茎を伸ばすものや、地下匍匐枝を伸ばし、その先端に新苗をつけて繁殖するものもある。茎は直立する。葉は茎に互生し、長い葉柄があり、葉柄に翼があるものと無いものとがある。葉身ははじめ外巻きで、傘をすぼめた形になるものがある。葉柄の基部は茎を多少とも抱いて葉鞘になり、茎を完全に抱いて円筒形になるものや、半ば抱いて鞘状になるものがある。葉鞘の上縁部は肥大して「耳」となり、耳はふつう円形になるが、鋭形にとがるものもある。葉柄の基部の茎の抱き方、耳状の形態は、本属の種の分類形質となるが、同一種内において著しく変異するものもある。
頭状花序は茎の先に、総状、散房状または円錐状につけるか、まれに単生し、すべて両性の筒状花からなる。1頭花につき小花の数は1-20個ある。花冠はふつう5裂し、白色から淡黄色があり、まれに黄色、白色に赤みをおびるものある。総苞はふつう狭筒形、ときに筒形になり、総苞基部に苞がないものと線形または広卵形の苞があるものがある。総苞片は1列に並び3-8個ある。花柱分枝の先は棍棒状になり、熟すると半曲する。果実は円柱形の痩果となり、基部方向にしだいに狭まり、縦方向に稜がある。冠毛は白色でまれに帯赤色になる。

## 分布
アジアとアリューシャン列島に約60種が分布し、日華植物区系区に多くの種がみられる。

## 分類
本属の学名は、従来は Cacalia L. があてられていた。1981年平凡社刊行の旧版『日本の野生植物 草本 III』においても同様であった。しかし、Cacalia 属のタイプ種がさまざまに解釈されるなど、属の概念が定まっていない問題の多い属名であったため、のちに混乱を避けるため、Cacalia という属名は、国際藻類・菌類・植物命名規約において廃棄名扱いとなった。
従来の Cacalia L. が廃棄されたことに伴い、アジア産のコウモリソウ属は Parasenecio W.W.Sm. et J.Small が、ヨーロッパ産のものは Adenostyles Cass. が、北アメリカ産のものは Arnoglossum Raf. が使用されている。

## 利用
本属に属するイヌドウナやモミジガサの若い茎と葉は代表的な山菜として知られている。しかし、本属のすべての種が山菜として利用されているわけではない。

## 日本に分布する種
和名および学名は平凡社刊『改訂新版 日本の野生植物 5』、2017年による。
タイミンガサ節 Sect. Hirsutae
- タイミンガサ Parasenecio peltifolius (Makino) H.Koyama - 本州の新潟県から兵庫県に分布する日本海要素の植物。温帯域の夏緑林の林床に生育する。茎は直立し、高さ1-2m、茎の径4cmになる大型種。中部の茎葉の葉身は円形で径25-30cm、10-13中裂する。葉柄は葉身に対して楯着し、翼はなく、基部は抱茎してごく小さい耳がある。花期は9-10月。頭花は大型の円錐花序に斜上してつく。総苞は筒型で基部に線形の小型の苞がある。総苞片は5個、小花は6個ある[1]。

ヤマタイミンガサ節 Sect. Taimingasa
- ヤマタイミンガサ Parasenecio yatabei (Matsum. et Koidz.) H.Koyama - 本州の岩手県から岐阜県・愛知県・紀伊山地・中国地方、四国の徳島県・高知県に分布し、温帯域の夏緑林の林床に生育する。茎は直立し、高さ60-90cmになる。中部の茎葉の葉身は円形で長さ12-14cm、幅15-22cm、掌状に中裂し、基部は深い心形になる。葉柄に翼はなく、基部は抱茎してごく小さい耳がある。花期は7-9月。頭花は円錐花序に多数が斜上してつく。総苞片は5個、小花は5-6個ある。別名、タイミンガサモドキ[1]。
  - ニシノヤマタイミンガサ Parasenecio yatabei (Matsum. et Koidz.) H.Koyama var. occidentalis (F.Maek. ex Kitam.) H.Koyama - 本州の岐阜県・愛知県・紀伊山地・中国地方、四国、九州に分布し、温帯域に生育する。ヤマタイミンガサを基本種とする変種。総苞片は3-6個の変異があり、小花2-4個。基本種と比べ総苞片と小花の数が少ないため、基本種と比べて総苞がほっそりと見える[1]。
- イズカニコウモリ Parasenecio amagiensis (Kitam.) H.Koyama - 本州の伊豆半島と箱根に分布し、暖温帯域から温帯域の夏緑林の林床に生育する。茎は直立し、高さ40-60cmになる。葉はふつう2個で、下部の茎葉の葉身は腎形で長さ12-13cm、幅22cm、基部は深い心形になる。葉柄に翼はなく、基部は抱茎するが耳はない。花期は9-10月。頭花は総状円錐花序に多数が斜上してつく。総苞は狭筒型、小型の苞がある。総苞片は5個、小花は4-5個ある。絶滅危惧II類(VU)[1]。

モミジガサ節 Sect. Delphinifoliae
- モミジコウモリ Parasenecio kiusianus (Makino) H.Koyama - 九州の熊本県・宮崎県・鹿児島県に分布し、温帯域の夏緑林の林内や林縁に生育する。茎は直立し、高さ70-80cmになる。中部の茎葉の葉身は長さ10-15cm、幅12-18cm、掌状に5浅裂し、表面は鈍い光沢がある。葉柄に翼はなく、基部は三角形の耳状に抱茎する。花期は8-10月。頭花は円錐花序に斜上から横向きにつく。総苞は狭筒型、基部に小型の苞がかたまってつく。総苞片は5個、小花は6-7個ある。準絶滅危惧(NT)[1]。
- モミジガサ Parasenecio delphiniifolius (Siebold et Zucc.) H.Koyama - 北海道、本州、四国、九州に分布し、暖温帯域から温帯域の夏緑林の林内に生育する。茎は直立し、高さ40-120cmになる。中部の茎葉の葉身は長さ20cm、幅25cm、掌状に7中裂し、表面は鈍い光沢がある。葉柄に翼はなく、基部は小さい耳状に抱茎する。花期は8-9月。頭花は円錐花序に多数が斜上から横向きにつく。総苞は狭筒型、総苞片は5個。小花は5個ある。春の芽だしは山菜として利用される。別名、モミジソウ、シドケ、シトギ[1]。
- テバコモミジガサ Parasenecio tebakoensis (Makino) H.Koyama - 本州の関東地方から近畿地方の太平洋側、四国、九州に分布し、温帯域の夏緑林の林床に生育する。茎は直立し、高さ25-85cmになる。下部の茎葉の葉身は円形で、長さ3.5-10cm、幅5-17cm、掌状に5-7中裂する。葉柄に翼はなく、基部に耳はほとんどなく半ば抱茎する。花期は8-10月。頭花は円錐花序に斜上から横向きにつく。総苞は狭筒型。小花は5-6個ある[1]。

コウモリソウ節 Sect. Koyamacalia
- ウスゲタマブキ Parasenecio farfarifolius (Siebold et Zucc.) H.Koyama var. farfarifolius - 本州の関東地方以西、四国、九州に分布し、暖温帯域から温帯域の夏緑林の林内に生育する。茎は直立し、高さ50-140cmになる。中部の茎葉の葉身は三角形状心形から五角形状心形で、長さ11-15cm、幅13-21cm、粗い鋸歯があり、裏面にくも毛がある。葉柄に翼はなく、基部にごく小型の耳があり半ば抱茎する。葉腋や苞葉の腋にむかごをつける。花期は8-10月。頭花は狭い円錐花序に下向きにつく。総苞は狭筒型、総苞片は5個。小花は5-6個ある[1]。
  - タマブキ Parasenecio farfarifolius (Siebold et Zucc.) H.Koyama var. bulbiferus (Maxim.) H.Koyama - ウスゲタマブキを基本種とする変種。北海道の西南部、本州の中部地方以北に分布する。葉の裏面、花柄、茎の上部に密にくも毛がある[1]。
  - ミヤマコウモリソウ Parasenecio farfarifolius (Siebold et Zucc. ) H.Koyama var. acerinus (Makino) H.Koyama - ウスゲタマブキを基本種とする変種。本州の中部地方南部・近畿地方、四国、九州に分布し、温帯域に生育する。茎は細く、葉が掌状に切れ込む。別名、モミジタマブキ。絶滅危惧IB類(EN)[1]。
- カニコウモリ Parasenecio adenostyloides (Franch. et Sav. ex Maxim.) H.Koyama - 本州の紀伊山地以北、四国に分布し、暖温帯域から温帯域の夏緑林から亜寒帯針葉樹林の林床に生育する。茎はわずかに斜上し、高さ60-100cmになる。下部の茎葉の葉身は腎形で、長さ6-11cm、幅10-20cm、粗い鋸歯がある。葉柄に翼はなく、基部にごく小型の耳があり半ば抱茎する。花期は8-9月。頭花は幅が狭い円錐花序に下向きにつく。総苞は狭筒型、総苞片は3個。小花は3-5個ある[1]。
- ミミコウモリ Parasenecio kamtschaticus (Maxim.) Kadota - 日本では、南千島、北海道、本州の青森県・秋田県に分布し、温帯域から亜寒帯域の夏緑林の林内や亜寒帯針葉樹林の林間の草地に生育する。国外では、中国大陸（東北部）、ウスリー、カムチャツカ半島、サハリン、千島列島、アリューシャン列島に分布する。茎はジグザグに屈曲して伸び、高さ60-120cmになる。茎葉は膜質、葉身は腎形で、長さ7-11cm、幅11-25cm、先端は急に短くとがり、欠刻状の鋸歯がある。葉柄の上部または下部に狭い翼があるか、またはなく、基部に耳があり抱茎する。花期は8-9月。頭花は総状円錐花序に斜め下向きにつく。総苞は狭筒型、総苞片は5個。小花は3-5個ある[1]。
  - コモチミミコウモリ Parasenecio kamtschaticus (Maxim.) Kadota var. bulbifer (Koidz.) Kadota - ミミコウモリを基本種とする変種。北海道の大雪山系・日高山脈・夕張山地・増毛山地・樺戸山地に分布し、温帯域に生育する。葉腋にむかごをつけ、花冠は基本種より小さい。準絶滅危惧(NT) [1]。
- サドカニコウモリ Parasenecio sadoensis Kadota - 新潟県佐渡島特産種。ブナ林内に生育する。地下茎が太く地中を横走し、各節から茎を伸ばす。茎はわずかに斜上し、高さ30-70cmになる。下部の茎葉は光沢があり、やわらかでやや肉質となる。葉身は腎形で、長さ12-16cm、幅21-23cm、粗い鋸歯がある。葉柄に翼はなく、基部にごく小型の耳があり半ば抱茎する。花期は7月。頭花は単純な穂状花序または基部のみで分枝する総状花序に少数個が斜め下向きにつく。総苞は狭筒型、総苞片5個。小花は5-6個ある[1]。2017年新種記載。
- ヒメコウモリ（ヒメコウモリソウ）Parasenecio shikokianus (Makino) H.Koyama - 本州の紀伊半島と四国に分布し、温帯域の夏緑林の林内に生育する。茎はジグザグ状に伸び、高さ25-35cmになる。茎葉の葉身は五角形状腎形で、長さ3.5-4.5cm、幅5-6.5cm、先端は鋭突頭で、不ぞろいな大きな欠刻がある。葉柄に翼がなく、基部にごく小さな耳があり半抱茎する。花期は10月。頭花は散房状に斜上してつく。総苞片は5個。小花は7個ある。絶滅危惧Ⅱ類（VU)[1]。
- オオカニコウモリ Parasenecio nikomontanus (Matsum.) H.Koyama - 本州の東北地方から中国地方の日本海側に偏って分布し、温帯域の夏緑林の林内や林縁に生育する。茎はジグザグに屈伸して伸び、高さ30-100cmになり、紫色をおびる。茎葉は膜質で、葉身は五角形状腎形、長さ5-18cm、幅10-27cm、裏面の葉脈上に褐色の多細胞の軟毛毛が生える。葉柄に翼がなく、基部にごく小さな耳があり半抱茎する。花期は8-10月。頭花は散房花序に斜上してつき、花序の枝は広角的に伸びる。総苞は狭筒型、総苞片は5個。小花は5-6個ある[1]。
- ショウナイオオカニコウモリ Parasenecio katoanus Kadota - 本州の山形県庄内地方の特産で、温帯域の夏緑林の林内や林縁に生育する。茎はジグザグに屈伸して伸び、高さ50-120cmになる。茎葉は鈍い光沢がありやや肉質、葉身は三角形状から五角形状腎形で、長さ15-25cm、幅18-26m、裏面葉脈上に褐色の多細胞の軟毛が生える。葉柄に翼がないか、または下部のみに狭い翼があり、基部に耳がないか、またはごく小さな耳があり半抱茎する。花期は9月。頭花は散房状につき、花序の枝は鋭角的に伸びる。総苞は狭筒型、総苞片は5個。小花は5-6個ある。花に芳香がある[1]。2015年新種記載。
- ツクシコウモリ　Parasenecio nipponicus (Miq.) H.Koyama - 九州に分布し、温帯域の夏緑林の林内に生育する。茎はジグザグに屈伸して伸び、高さ20-50cmになり、毛はないか、または褐色の多細胞の縮毛が生える。中部の茎葉の葉身は腎形、長さ3-9cm、幅5-12cm、5浅裂して裂片の先端は尾状に長くとがる。葉柄に翼がなく、基部に小さな耳があり半抱茎する。花期は8-10月。頭花は散房状から総状花序に1-7個が斜上してつく。総苞は狭筒型、総苞片は7-8個。小花は12-14個ある[1]。
- コウモリソウ Parasenecio maximowiczianus (Nakai et F.Maek. ex H.Hara) H.Koyama var. maximowiczianus - 本州の関東地方から紀伊山地の太平洋側山地に分布し、温帯域の夏緑林の林内に生育する。茎は細く、ややジグザグ状に伸び、高さ30-80cmになり、下部に褐色の多細胞の縮毛が生える。中部の茎葉の葉身は三角形状ほこ形から扁五角形、長さ8-10cm、幅13-15cm、5浅裂して中央の頂裂片がもっとも大きく鋭突頭になる。葉柄に翼がないかまたは上部に狭い翼があり、基部にごく小さな耳があり半抱茎する。花期は8-10月。頭花は円錐花序または総状花序に斜上してつく。総苞は狭筒型、総苞片は5-7個。小花は6-10個ある[1]。
  - オクヤマコウモリ Parasenecio maximowiczianus (Nakai et F.Maek. ex H.Hara) H.Koyama var. alatus (F.Maek.) H.Koyama - コウモリソウを基本種とする変種。本州の中部地方の太平洋側に分布し、温帯域上部から寒帯域に生育する。コウモリソウより高所に出現し、高山帯の低木林の縁にみられることが多い。葉柄にはっきりとした翼があり、基部に耳があり抱茎する。門田裕一(2017)は、コウモリソウの1変種ではなく独立した種である可能性があるとしている[1]。
- ヤクシマコウモリ Parasenecio yakusimensis (Masam.) H.Koyama - 屋久島に分布し、上部温帯域の夏緑林の林内に生育する。茎は高さ25-80cmになる。中部の茎葉は鈍い光沢があり、葉身は五角形状腎形、長さ2-10.5cm、幅2.5-13cm、先端は鋭突頭になる。葉柄の先端に翼があり、基部にごく小さな耳があり抱茎する。花期は8-9月。頭花は散房状に10個内外が斜上してつく。総苞は筒型、総苞片は7-8個。小花は9-13個ある。準絶滅危惧(NT)[1]。
- イヌドウナ Parasenecio aidzuensis (Koidz.) Kadota - 本州の関東地方北部から東北地方に分布し、夏緑林の林内や林縁に生育する。大型で高さ2mを超えることもある。中部の茎葉は質がやわらかく、葉身は三角形状腎形、長さ20cm、幅35cm、先端は短い鋭突頭になり、ふぞろいな鋸歯がある。葉柄に広い翼があり、基部に大きな耳が、ときに耳はごく小さく、抱茎する。花期は8-10月。頭花は円錐花序または総状花序に斜上してつく。総苞は狭筒型、総苞片は6-8個。小花は8-9個ある。春の芽だしは山菜として利用される。別名、ウドブキ、ホンナ、ポンナ[1]。
- コバナノコウモリソウ Parasenecio chokaiensis (Kudô) Kadota - 本州の東北地方の日本海側山地（鳥海山、和賀山地、月山、朝日山地、飯豊山地）に分布し、夏緑林の林内や亜高山帯の灌木林の縁に生育する。茎の高さは60-150cmになる。中部の茎葉は草質、葉身は扁三角形状腎形で円みがあり、長さ6-11cm、幅9-18cm、5浅裂し裂片の先端は短くとがり、縁は粗い欠刻状の鋸歯がある。葉柄に翼がないか、いくらか翼があり、基部に小型の耳があり半抱茎する。花期は8-9月。頭花は総状花序または円錐花序に多数つく。総苞は筒型、総苞片は7-8個。小花は8-13個ある[1]。
- オガコウモリ Parasenecio ogamontanus Kadota - 本州の秋田県男鹿山地の特産で、ブナ林の林床に生育する[1]。茎は直立し、上部はわずかにジグザグに伸び、高さ35-80cmになる[4]。中部の茎葉は草質で、葉身は扁五角形状腎形、長さ6-12cm、幅9-16m、5浅裂し、裂片の先はとがるが尾状に伸びることはない。葉柄に翼があり、基部に耳があり抱茎する。花期は9月。頭花は総状または円錐状に4-20個つく。総苞は狭筒型、総苞片は5-6個。小花は5-9個ある。絶滅危惧II類(VU)[1]。2005年新種記載[4]。
- ツガルコウモリ Parasenecio hosoianus Kadota - 本州の東北地方の白神山地（青森県・秋田県）とその周辺地域に分布し、夏緑林の林床や林縁に生育する。茎は直立、斜上し、高さは100-200cmになる。中部の茎葉は草質、葉身は扁五角形状腎形で、長さ5-27cm、幅10-44cm、5浅裂し裂片の先端は短くとがるが尾状に伸びることはない。葉柄に翼があり、基部に三角形または円形の耳があり抱茎する。花期は9月。頭花は円錐状または総状花序に多数つく。総苞は狭筒型、総苞片は8個。小花は10-14個ある[1]。2009年新種記載。
- ヨブスマソウ Parasenecio robustus (Tolm.) Kadota - 南千島、北海道、サハリンに分布し、夏緑林、亜寒帯針葉樹林内や山地や海岸の草原などに生育する。茎の高さは3mを超える。茎葉はやや革質、葉身は三角形状ほこ形で、長さ25-35cm、幅30-40cm、裂片の先端は短く尾状に伸びる。葉柄に広い翼があり、基部は耳状に抱茎する。花期は7-10月。頭花は大型の円錐花序に多数が斜上または下向きにつく。総苞は狭筒型から筒形、総苞片は5-8個。小花は6-9個ある。北海道に広く分布するが、山菜として利用されることはほとんどないという。別名、ワッカクド[1]。
- ニッコウコウモリ Parasenecio nantaicus (Komatsu) Kadota - 本州の関東地方北部（日光山地、谷川連峰など）に分布し、温帯域の夏緑林の林内や林縁、亜高山帯の灌木林の縁や草原に生育する。茎の高さは50-90cmになる。中部の茎葉は草質またはやや革質、葉身は三角形状ほこ形で、長さ7-17cm、幅8-14cm、中央裂片と側裂片は尾状にとがる。葉柄に翼がなく、基部に小型の耳があり半抱茎する。花期は9月。頭花は総状花序につくか単生し下向きにつく。花柄基部に線形で長さ2cmになる大型の苞がある。総苞は筒型で大型。総苞片は7-9個。小花は10-15個ある。別名、ナンタイコウモリ[1]。絶滅危惧IA類(CR)。
- ハヤチネコウモリ Parasenecio hayachinensis (Kitam.) Kadota - 本州の東北地方の青森県・岩手県の太平洋側に偏って分布し、温帯域の夏緑林の林内や林縁に生育する。茎は高さ40-150cmになる。中部の茎葉は草質、葉身は扁三角形状から三角形状ほこ形で円みはおびなく、長さ12-22cm、幅17-35cm、5浅裂し、中央裂片は尾状に短くとがる。葉柄に全体にまたは下半分のみに翼があり、基部に小型の耳があり半抱茎する。花期は8-9月。頭花は円錐状から総状花序に多数が下向きにつく。総苞は狭筒型、総苞片は5-7個。小花は8-9個ある[1]。
- オオバコウモリ Parasenecio tschonoskii (Koidz.) Kadota - 本州の東北地方南部、関東地方北部、中部地方の日本海側に偏って分布し、夏緑林の林内や林縁に生育する。茎の高さはふつう40-150cmになり、2mを超えることもある。茎葉は草質またはやや革質、葉身は三角形状腎形から扁五角形状腎形で、長さ15-23cm、幅17-28cm、基部は広心形になる。葉柄に広い翼があり、基部に大型で三角形状の耳があり抱茎する。上部の茎葉の葉柄の耳は小型になる。花期は8-9月。頭花は円錐花序に多数が横向きから斜め下向きにつく。総苞は狭筒型、総苞片は5-7個。小花は9-10個ある[1]。

## 関連文献
- 門田裕一、三浦憲人「コウモリソウ属（キク科キオン連）の分類学的研究 II．佐渡島産の1 新種，サドカニコウモリ」『植物研究雑誌』第92巻第4号、ツムラ、2017年、177-183頁、doi:10.51033/jjapbot.92_4_10796。